# 연산일기
"연산일기"(燕山日記)는 1988년 2월 18일에 개봉한 대한민국의 영화이다. 감독은 임권택이며, 유인촌, 김진아, 권재희 등이 출연하였다.

## 개요
흔히 폭군으로 알려진 연산군의 재위 시절을 그 소재로 하고 있으며, 연산군이 폭군의 길에 들어선 원인과 과정을 나타내고 있다.

## 캐스팅
- 유인촌 : 연산군 역
- 김진아 : 장녹수 역
- 권재희 : 폐비 신씨 역
- 김인문 : 김자원 역
- 마흥식
- 김영애 : 승평부부인 박씨 / 폐비 윤씨 역
- 윤양하 : 성종 역
- 한은진 : 인수대비 한씨 역
- 반효정 : 정현왕후 윤씨 역
- 강계식
- 김길호
- 나한일 : 신수근 역
- 김운하
- 이예민
- 이도련
- 이석구
- 최준
- 오희찬
- 황건
- 장정국
- 이경영 : 중종 역
- 최성관
- 윤일주
- 이기영
- 오도규
- 임생출
- 박은호
- 김정석
- 김대희
- 김용준
- 김하균
- 문현학
- 이민수
- 이승호
- 최두한
- 오영화
- 유명순
- 곽은경
- 김지영
- 전숙
- 석인수
- 김애라
- 박예숙
- 주희아
- 문정희
- 임희수
- 여원선
- 홍원선

## 수상내역
- 1987년 "제26회 대종상"- 작품상, 감독상, 미술상, 기획상.
- 1988년 "제8회 한국영화평론가협회상"- 남우주연상 (유인촌).
- 1988년 "제24회 백상예술대상"- 영화부문 인기상 (유인촌).